# Kenny Natt
Kenneth Wayne "Kenny" Natt (Monroe, Luisiana; 5 de octubre de 1958) es un exjugador y entrenador de baloncesto estadounidense que jugó 3 temporadas en la NBA, además de hacerlo en la CBA y la WBL. Con 1,90 metros de estatura, lo hacía en la posición de escolta. Es el hermano pequeño del también exjugador profesional Calvin Natt. Actualmente pertenece al organigrama técnico de los New Orleans Pelicans.

## Trayectoria deportiva

### Universidad
Jugó durante cuatro temporadas con los Warhawks de la Universidad de Louisiana, Monroe, en las que promedió 9,2 puntos y 2,4 rebotes por partido. En su última temporada, tras promediar 20,1 puntos y 3,5 rebotes por partido, fue incluido en el mejor quinteto de la Trans America Athletic Conference.

### Profesional
Fue elegido en la trigésima posición del Draft de la NBA de 1980 por Indiana Pacers, donde solo jugó 19 partidos en los que promedió 3,1 puntos y 0,8 rebotes, antes de ser despedido en el mes de diciembre.
Se marchó entonces a jugar a los Alberta Dusters de la CBA, que posteriormente se convertirían en Albuquerque Silvers, donde jugó dos temporadas, interrumpidas por un breve paso por los Utah Jazz con los que firmó como agente libre, donde jugó 22 partidos en los que promedió 3,9 puntos y 1,3 asistencias.
En la temporada 1984-85 volvió a jugar 4 partidos con los Jazz, y tras ser despedido, firmó un contrato de 10 días con los Kansas City Kings, donde tras no anotar ni un solo punto en los cuatro partidos que disputó, no fue renovado.
Regresó a la CBA para jugár dos temporadas con los Albany Patroons, para en 1987 ser traspasado a los Wyoming Wildcatters. Tras pasar posteriormente por los Fresno Flames y los Rockford Lightning, acabó su carrera profesional en los Youngstown Pride de la WBL, donde fue elegido en dos ocasiones como jugador de la semana, y acabó conquistando el título de campeón junto a su equipo en 1989.

### Entrenador
Tras retirarse, entrenó a los Cape Breton de Canadá, y posteriormente fue asistente de los Columbus Horizon de la CBA y de la Universidad Estatal de Youngstown. En 1995 es contratado como asistente de Jerry Sloan en los Utah Jazz, donde permanecería durante 9 temporadas, hasta ser contratado por los Cleveland Cavaliers en el mismo puesto.
En los Cavs permanece tres temporadas, hasta que en 2007 es contratado como asistente de los Sacramento Kings. Al año siguiente, tras la destitución de Reggie Theus, es nombrado entrenador principal interino de los Kings, donde solo consigue 11 victorias en 58 encuentros, siendo finalmente despedido al término de la temporada.

## Estadísticas de su carrera en la NBA

### Temporada regular
| Temporada | Edad | Equipo            | Liga | P  | TIT | MIN | TC  | TCA | %TC  | 3P  | 3PA | %3P  | TL  | TLA | %TL  | R.OF. | R.DEF. | REB | ASIS | ROB | TAP | PER | FP  | PTS |
| 1980-81   | 22   | Indiana Pacers    | NBA  | 19 |     | 7.8 | 1.3 | 4.1 | .325 | 0.1 | 0.4 | .250 | 0.4 | 0.6 | .636 | 0.5   | 0.3    | 0.8 | 0.5  | 0.3 | 0.1 | 0.5 | 0.9 | 3.1 |
| 1982-83   | 24   | Utah Jazz         | NBA  | 22 | 0   | 9.5 | 1.7 | 3.3 | .521 | 0.0 | 0.1 | .000 | 0.4 | 0.6 | .643 | 0.3   | 0.7    | 1.0 | 1.3  | 0.2 | 0.0 | 1.0 | 1.6 | 3.9 |
| 1984-85   | 26   | TOTAL             | NBA  | 8  | 0   | 3.6 | 0.3 | 0.8 | .333 | 0.0 | 0.0 |      | 0.3 | 0.5 | .500 | 0.3   | 0.1    | 0.4 | 0.4  | 0.3 | 0.0 | 0.4 | 0.4 | 0.8 |
| 1984-85   | 26   | Utah Jazz         | NBA  | 4  | 0   | 3.3 | 0.5 | 1.3 | .400 | 0.0 | 0.0 |      | 0.5 | 1.0 | .500 | 0.3   | 0.3    | 0.5 | 0.0  | 0.3 | 0.0 | 0.8 | 0.5 | 1.5 |
| 1984-85   | 26   | Kansas City Kings | NBA  | 4  | 0   | 4.0 | 0.0 | 0.3 | .000 | 0.0 | 0.0 |      | 0.0 | 0.0 |      | 0.3   | 0.0    | 0.3 | 0.8  | 0.3 | 0.0 | 0.0 | 0.3 | 0.0 |
| Total     |      |                   | NBA  | 49 | 0   | 7.9 | 1.3 | 3.2 | .417 | 0.0 | 0.2 | .200 | 0.4 | 0.6 | .621 | 0.3   | 0.5    | 0.8 | 0.8  | 0.2 | 0.0 | 0.7 | 1.2 | 3.1 |